# Petrus Hopmans
 Petrus Adrianus Willem (Petrus) Hopmans (Standdaarbuiten, 22 augustus 1865 – Breda, 18 februari 1951) was rooms-katholiek bisschop van het Bisdom Breda in de periode 1914-1951.
Mgr. Hopmans werd op 12 oktober 1890 tot priester gewijd en studeerde daarna van 1891 tot 1893 theologie aan de universiteit van Leuven. In 1894 werd hij kapelaan in Kruisland en in datzelfde jaar leraar aan het klein seminarie IJpelaar. In 1908 werd hij pastoor te Breda en secretaris van het bisdom. Op 1 november 1914 werd hij tot bisschop van Breda gewijd. Zijn wapenspreuk luidde: Mihi vivere Christus est, (Christus is mij leven - uit het eerste hoofdstuk van de Filippenzenbrief). Hij  werd  in 1951 opgevolgd door zijn coadjutor Joseph Baeten, aan wie hij na 1945 haast alle aangelegenheden van het bisdom al overliet.
Zijn lange periode als bisschop eindigde met de Tweede Wereldoorlog. Hopmans en de andere Brabantse bisschop Arnold Diepen van 's-Hertogenbosch vervulden beiden hun ambt al sinds het begin van de Eerste Wereldoorlog. Getweeën voorkwamen zij de eerste oorlogsjaren de krachtige stellingname van aartsbisschop Jan de Jong van Utrecht  jegens de Duitse bezetter. Collecteren voor de  Duitse Winterhulp, de Ariërverklaring, de houding jegens de NSB enzovoorts: de Brabantse bisschoppen hielden de boodschappen tegen, die De Jong bij voorkeur van de kansels wilde afkondigen. Diepen en Hopmans pleitten voor mildheid en meegaandheid.  De Jongs ambtsbroeders Guillaume Lemmens (Roermond) en Johannes Huibers (Haarlem) zaten doorgaans op de lijn-De Jong. Pas toen de Bossche bisschop Diepen feitelijk werd afgelost door Wilhelmus Mutsaerts, die zich bij de meerderheid van de bisschoppen voegde, raakte Hopmans geïsoleerd.  De Jong kon toen zijn kanselboodschap tegen de Jodenvervolging doordrukken, in een toen nog ongehoorde samenwerking met de protestantse kerken.